# 한국과학소설작가연대
한국과학소설작가연대(Science Fiction Writers Union of the Republic of Korea;SFWUK)는 2017년 설립된 대한민국 과학소설작가들의 직역단체이다.

## 설립 목적
한국과학소설작가연대의 목적은 SF 작가들의 창작의 자유와 권리 보장, SF작가들의 활동지원, 단체내외의 인권 문제 연대이다. 이를 위해 회원의 창작활동 보호, 신진 SF 작가 육성, 인권옹호, 창작 워크숍 등의 사업을 진행한다고 명시하고 있다.
2017년 12월 30여명의 작가를 회원으로 창립한 작가연대는 2022년 6월 기준 64명의 작가가 가입했다. 2019년 12월 14일 정소연 대표, 배명훈 부대표, 김초엽 운영이사로 이뤄진 1기 임원진이 임기를 끝내고 듀나 대표, 전삼혜 부대표, 이산화 운영이사로 임원진을 새로 꾸렸다.
2021년 12월 19일부터 정보라 대표, 해도연 부대표, 이하진 운영이사로 구성된 제3기 임원진이 출범했다.
전임 임원 목록은 홈페이지 보관됨 2022-06-05 - 웨이백 머신에서 확인 가능하다.

## 회원 명단
2022년 6월 기준 회원 명단은 아래와 같다.
- 김창규
- 김이환
- 정세랑
- 김혜진
- 문지혁
- 박애진
- 이종산
- 배지훈
- 손지상
- 이영인
- 홍준영
- 듀나
- dcdc
- 정재은
- 은림
- 송경아
- 구병모
- 이루카
- 박문영
- 배미주
- 남유하
- 이선
- 김현재
- 박해울
- 황성식
- 이서영
- 박지안
- 길상효
- 임태운
- 곽유진
- 천선란
- 이경희
- 문목하
- 오정연
- 전혜진
- 정보라
- 정소연
- 배명훈
- 문이소
- 전삼혜
- 이산화
- 권민정
- 해도연
- 김백상
- 고호관
- 김초엽
- 심너울
- 김필산
- 이해든
- 임어진
- 연여름
- 이주형
- 이성탄
- 이시형
- 김성일
- 최의택
- 이준영
- 이하진
- 엄정진
- 임야비
- 남세오
- 유진상
- 헬레보어
- 황모과

## 같이 보기
- 한국SF협회